# Adolph Wachsmuth
Claus August Heinrich Adolph Wachsmuth (ur. 10 maja 1827 w Neuhaus, zm. 13 kwietnia [13 kwietnia ss] 1865 w Dorpacie) – niemiecki lekarz psychiatra.
Studiował na Uniwersytecie w Getyndze od 1846 do 1849. Doktoryzował się 15 sierpnia 1849 w Getyndze. Krótki czas uczył się w Berlinie, od 1850 był asystentem w klinice w Getyndze u Konrada Fuchsa habilitował się w 1852, potem był pierwszym asystentem i privatdozentem. Od 1855 do 1856, po śmierci Fuchsa, przejściowo kierował kliniką. Od 1860 pracował na Uniwersytecie w Dorpacie. W 1864 zachorował na gruźlicę i w następnym roku zmarł.
W swojej pracy z 1859 roku Wachsmuth podzielił choroby psychiczne na te dotyczące przede wszystkim nastroju (Gemüt), na przebiegające z halucynacjami (Sinnestäuschungen), z zaburzeniami myślenia (Wahnsinn) i stany "słabości psychicznej" (psychische Schwächezustände).
Jednym z jego uczniów był Woldemar Kernig.

## Prace
- Die Cholera in Gieboldehausen im Juli u. August 1850: Nebst einigen nachträgl. Notizen über die Cholera in Eisdorf u. im Göttinger Acad. Hospitale sowie über die Behandlung der Cholera im Allgemeinen. Inaug.-Diss. (1851)
- Zur Theorie der sogenannten consonirenden Auscultationserscheinungen[3] (1856)
- Allgemeine Pathologie der Seele, Meidinger, 1859
- Heus und Enterotomie[4] (1862)
- Ein Fall von Diabetes insipidus[5] (1863)
- Über progressive Bulbär-Paralyse (Bulbus medullae) und die Diplegia facialis, E.J. Karow, 1864